# ارتور مکس
آرتور مکس (انگلیسی: Arthur Max؛ زادهٔ ۱ مهٔ ۱۹۴۶) Production designer، کارگردان هنری اهل ایالات متحده آمریکا است.